# Anemesia
Genre
Anemesia est un genre d'araignées mygalomorphes de la famille des Cyrtaucheniidae.

## Distribution
Les espèces de ce genre se rencontrent au Tadjikistan, en Afghanistan, au Turkménistan, en Ouzbékistan et en Iran.

## Liste des espèces
Selon World Spider Catalog (version 26, 11/04/2025) :
- Anemesia andreevae Zonstein, 2018
- Anemesia birulai (Spassky, 1937)
- Anemesia castanea Zonstein, 2018
- Anemesia gidzhovak Zamani & Fomichev, 2025
- Anemesia incana Zonstein, 2001
- Anemesia infumata Zonstein, 2018
- Anemesia infuscata Zonstein, 2018
- Anemesia karatauvi (Andreeva, 1968)
- Anemesia koponeni Marusik, Zamani & Mirshamsi, 2014
- Anemesia oxiana Zonstein, 2018
- Anemesia pallida Zonstein, 2018
- Anemesia parvula Zonstein, 2018
- Anemesia pococki Zonstein, 2018
- Anemesia sogdiana Zonstein, 2018
- Anemesia tubifex (Pocock, 1889)

## Systématique et taxinomie
Ce genre a été décrit par Pocock en 1895. Il est placé en synonymie avec Nemesia par Raven en 1985. Il est relevé de synonymie et placé dans les Cyrtaucheniidae par Zonstein en 2001.

## Publication originale
- Pocock, 1895 : « Descriptions of new genera and species of trap-door spiders belonging to the group Trionychi. » Annals and Magazine of Natural History, sér. 6, vol. 16, p. 187-197 (texte intégral).